# Siedlnica
Siedlnica – wieś w Polsce położona w województwie lubuskim, w powiecie wschowskim, w gminie Wschowa. W skład sołectwa wchodzi także wieś Czerlejewo.

## Historia
Wieś pierwotnie związana była z Dolnym Śląskiem oraz Wielkopolską. Ma metrykę średniowieczną i istnieje co najmniej od XIV wieku. Po raz pierwszy wymieniana w dokumencie z 1326 jako Cedelitz, 1333 Sedlnicz, 1392 Czedelicz, 1407 Syedlnicza, 1422 Szedlnicza, 1424 Sedlnicza, 1437 Szyedlecz, 1444 Syedlnycza, 1444 Schedlnycza, 1445 Schedlnicza, 1450 Czedlicz, 1500 Schyedlnycza, 1502 Szedlnycza, 1509 Sydlnycza, 1510 Sylnycza, 1514 Schyednycza, 1526 Schiednycza, 1528 Swydnycza, Szydnycza, 1531 Sydnycza, Schydnycza, 1535 Szyednycza, 1554 Szidnicza, 1580 Czedlitz, 1606 Swidnicza, 1670 Zedlitz, 1944 Zedlitz.
W 1333 była siedzibą własnej parafii, a w 1399 należała do archiprezbiteratu Góra w diecezji wrocławskiej. W 1444 wieś należała do powiatu wschowskiego Korony Królestwa Polskiego.
Miejscowość była wsią szlachecką należącej do lokalnej szlachty. Jako własność prywatna była przedmiotem dziedziczenia, zamiany i sprzedaży zmieniając wielokrotnie właścicieli. Odnotowana została wielokrotnie w archiwalnych dokumentach. W latach 1503-14 majątek we wsi posiadał Krzysztof Olbrachcicki. W latach 1503-37 własność we wsi miał podkomorzy wschowski Kasper Dłuski. Z powodu niedopełnienia przez niego obowiązku uczestnictwa w pospolitym ruszeniu w 1509 król Polski Zygmunt I Stary nadał jego dobra w Siedlnicy Janowi Leszczyńskiemu. W latach 1514-44 właścicielem we wsi był podsędek wschowski oraz sędzia wschowski Stanisław Kotwicz Siedlnicki].
W 1528 odnotowany został trakt biegnący na wschód od wsi Siedlnica i Olbrachcice idący z południowego zachodu na południowy wschód. Nazywany był on w XVI wieku po polsku - Polska Droga. Nazwa ta utrzymała się do XIX wieku i w języku niemieckim nazywana była Pollackenweg.
W 1531 we wsi miał miejsce pobór podatkowy. Z części majętności Nankera pobrano podatki od 6 łanów po wiardunku, z części Kaspra od 3 łanów po wiardunku, a od 4 prętów po groszu. Z części Stanisława Kotwicza pobrano od 9 łanów po wiardunku, od 7 prętów po groszu, od karczmy 6 groszy. W 1535 miał miejsce pobór z trzech majątków we wsi liczących 3 łany i 4 pręty, 9,5 łana i pręta oraz od 5,5 łana i dwóch prętów. W 1563 odbył się pobór z części Nankera Dłuskiego od 7 3/4 łana, 2 wiatraków dziedzicznych, 6 komorników. Z  części Łukasza Rydzyńskiego od 19 łanów 9,5 pręta, 3 wiatraków dziedzicznych, rzemieślnika, karczmy, 29 komorników. W 1566 pobór z części Łukasza Rydzyńskiego od 19,5 łana, od 11 zagrodników po 2 grosze, od 17 komorników po 4 grosze oraz od 3 wiatraków. Z majątku Nankera Dłuskiego od 7 łanów i 11 prętów, od 6 zagrodników po 2 grosze, od 7 komorników po 4 grosze, od 2 wiatraków dziedzicznych oraz jednego dorocznego. W 1567 pobór z części Łukasza Rydzyńskiego od 18 łanów i 9 prętów, 11 zagrodników, 18 komorników, karczmy dziedzicznej, 4 wiatraków dziedzicznych. Z części wsi należącej do Nankera Kotwicza od 8 łanów, 6 zagrodników, 10 komorników, 2 rzemieślników, 2 wiatraków dziedzicznych oraz jednego dorocznego. W 1579 odbył się pobór z części majętności we wsi należącej do Jana Rydzyńskiego: od 18 łanów 3 prętów, 3 zagrodników z rolami, jednego zagrodnika pracującego dla plebana, 7 zagrodników bez ról, 2 rzemieślników, kowala, 14 komorników z bydłem, 9 komorników bez bydła, owczarza wypasającego 50 owiec. Natomiast z części należącej do Nankera Dłuskiego od 7,5 łana 1,5 pręta, 5 zagrodników z rolami, trzech wolnych ratajów czyli robotników najemnych obsługujących dwa pługi, 3 zagrodników bez ról, 9 komorników z bydłem, 6 komorników bez bydła oraz od owczarza wypasającego 45 owiec oraz od 2 wiatraków.
W wyniku II rozbioru Rzeczypospolitej w 1793, miejscowość przeszła w posiadanie Prus i jak cała Wielkopolska znalazła się w zaborze pruskim.
W latach 1975–1998 miejscowość administracyjnie należała do województwa leszczyńskiego.
25 czerwca 2009 roku sołectwo zamieszkiwało 882 mieszkańców.

## Zabytki

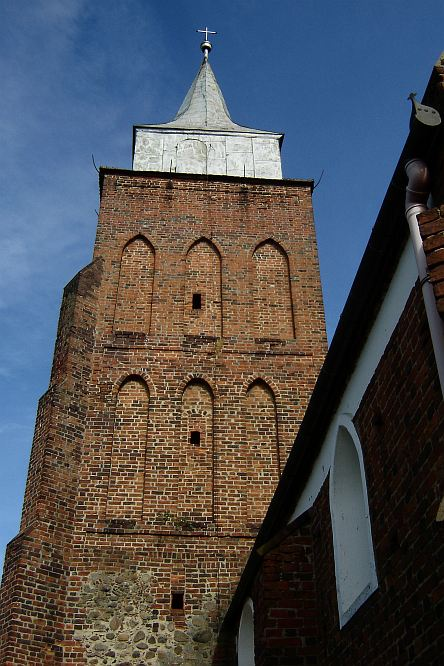
Siedlnica, wieża kościoła

Do wojewódzkiego rejestru zabytków wpisane są:
- kościół parafialny pod wezwaniem Narodzenia NMP i św. Jana Ewangelisty, z 1300 roku, 1604 roku, XIX wieku, wypisany z księgi rejestru
- dwór z fosą nr 75, z XVIII wieku-XX wieku
- folwark, z XIX wieku-XX wieku:
  - oficyna i spichrz
  - spichrz.

## Osoby urodzone w miejscowości
- Hugo Licht - architekt.